# الدين في سيشل
الدين في سيشل، المسيحية هي الديانة الأكثر شيوعاً في جمهورية جزر سيشل في إفريقيا، والكاثوليكية الرومانية هي أكبر طائفة فيها.

## التركيبة السكانية
سكان سيشل هم خليط متنوع من الأفارقة والفرنسيين والهنود والعرب والصينيين.

## المسيحية
تعتبر المسيحية في سيشل الديانة السائدة في البلاد، وبحسب تقديرات تعداد السكان لعام 2010، وجدت الإحصائية الحكوميّة أن 89.2% من مجمل سكان جزر سيشل من أتباع الديانة المسيحية، وغالبيتهم من أتباع الكنيسة الرومانية الكاثوليكية وهي تشكل كبرى الطوائف المسيحية في البلاد، ويليهم أتباع الكنيسة الأنجليكانية. وتتوزع: 76.2% رومان كاثوليك، 10.6% مسيحيون بروتستانت،  2.4% طوائف مسيحية أخرى،

## الهندوسية
الهندوسية هي الديانة الكبيرة الثانية الغير مسيحية في سيشل، تمثل نسبة 5.4٪ من إجمالي عدد السكان، غالبيتهم من أصول هندية.

## الإسلام
وفقًا لتعداد السكان في عام 2010، يشكل المسلمون في سيشل نسبة 1.6% من سكان سيشل، غالبيتهم من أهل السنة والجماعة.

## الديانات الأخرى
يوجد أيضًا عدد قليل من أتباع الديانات الأخرى: الديانات الإفريقية التقليدية، الرستفارية، والبهائية.

## حرية الدين
تعتبر دولة سيشيل دولة علمانية ويضمن دستورها حرية الدين والممارسة الدينية لكافة أفراد المجتمع.